# Michaël (bridge)
La convention Michaël est un cue-bid utilisé au jeu de bridge, après une ouverture des adversaires, lorsque le joueur possède un bicolore au moins 5-5, et au moins 8 points H.
Les mains 5-5 ne sont pas très fréquentes (4% des mains) mais la probabilité d'un fit au moins 8ème dans l'une des 2 couleurs du partenaire est de 83,5% ce qui fait l'intérêt de cette convention.

## Historique
Cette convention a d'abord été inventée par Michael Michaels à Miami Beach (Floride) et décrite par Charles Goren (en)
Dans sa version américaine d'origine, toujours en usage, 
- Sur une ouverture mineure des adversaires, cette annonce montre les majeures. Par exemple, 1♣ – 2♣ montre au moins 5 cartes à ♥ et 5 cartes à ♠.
- Sur une ouverture majeure des adversaires, le cue-bid montre une couleur mineure et l'autre majeure. Par exemple, 1♠ – 2♠ montre 5 cartes à ♥ et 5 cartes dans une mineure, soit ♣, soit ♦. Le partenaire peut faire l'annonce relais de 2SA afin de connaître la couleur de cette autre mineure.

## Michaël précisé
La convention américaine a été améliorée et est utilisée dans le système Majeure cinquième (SEF) sous le nom de Michaël précisé. Dans cette variante,
- Sur une ouverture mineure d'un adversaire au niveau de 1 (1♣ ou 1♦),

1. l'annonce de 2♦ montre un bicolore 5-5 majeur (♥ et ♠)
2. l'annonce de 2SA montre les 2 couleurs restantes les plus économiques ; par exemple, après une ouverture à 1♦ des adversaires, l'annonce de 2SA montre les ♣ et les ♥.

- Sur une ouverture majeure des adversaires (1♥ ou 1♠),

1. le cue-bid direct montre un bicolore 5-5 entre ♣ et l'autre majeure
2. l'annonce de 2SA montre les mineures
3. l'annonce de 3♣ montre les 2 couleurs restantes.

- De même, sur une ouverture de 2 majeure faible (2♥ ou 2♠), les bicolores se déclarent souvent par:

1. le cue-bid au niveau de 3,
2. l'annonce de 4♣,
3. l'annonce de 2SA.

Le Michaël peut aussi s'annoncer en réveil, donc après une ouverture de joueur n°1 lorsque les joueurs n°2 et 3 ont passé, dès lors qu'il n'y a pas de confusion possible avec une autre convention.
Exemples :
| Main de Sud : \| ♠ \| 5 4 \| \| ♥ \| A 7 5 3 2 \| \| ♦ \| R D 9 4 3 \| \| ♣ \| A \| |           |    |   |
| O                                                                                   | N         | E  | S |
|                                                                                     |           | 1♠ | ? |
| Annoncez 3♣ pour montrer le bicolore ♦-♥                                            |           |    |   |
| ♠                                                                                   | 5 4       |    |   |
| ♥                                                                                   | A 7 5 3 2 |    |   |
| ♦                                                                                   | R D 9 4 3 |    |   |
| ♣                                                                                   | A         |    |   |

| Main de Sud : \| ♠ \| 5 4 \| \| ♥ \| A \| \| ♦ \| A 7 5 3 2 \| \| ♣ \| R D 9 4 3 \| |           |    |   |
| O                                                                                   | N         | E  | S |
|                                                                                     |           | 1♠ | ? |
| Annoncez 2SA pour montrer le bicolore des mineures                                  |           |    |   |
| ♠                                                                                   | 5 4       |    |   |
| ♥                                                                                   | A         |    |   |
| ♦                                                                                   | A 7 5 3 2 |    |   |
| ♣                                                                                   | R D 9 4 3 |    |   |

| Main de Sud : \| ♠ \| A 7 5 3 2 \| \| ♥ \| \| \| ♦ \| A 4 3 \| \| ♣ \| R D 9 4 3 \| |           |    |   |
| O                                                                                   | N         | E  | S |
|                                                                                     |           | 1♥ | ? |
| Annoncez 2♥ pour montrer le bicolore ♠-♣                                            |           |    |   |
| ♠                                                                                   | A 7 5 3 2 |    |   |
| ♥                                                                                   |           |    |   |
| ♦                                                                                   | A 4 3     |    |   |
| ♣                                                                                   | R D 9 4 3 |    |   |

| Main de Sud : \| ♠ \| A 7 5 3 2 \| \| ♥ \| R D 9 4 3 \| \| ♦ \| A \| \| ♣ \| 3 2 \| |           |    |   |
| O                                                                                   | N         | E  | S |
|                                                                                     |           | 1♦ | ? |
| Sur l'ouverture d'une mineure, annoncez 2♦ pour montrer le bicolore majeur          |           |    |   |
| ♠                                                                                   | A 7 5 3 2 |    |   |
| ♥                                                                                   | R D 9 4 3 |    |   |
| ♦                                                                                   | A         |    |   |
| ♣                                                                                   | 3 2       |    |   |

| Main de Sud : \| ♠ \| 5 \| \| ♥ \| 10 2 \| \| ♦ \| A D 7 5 3 \| \| ♣ \| R D 9 4 3 \|                                                                |           |   |   |
| O | N         | E | S |
| 1♠ |           |   | ? |
| Vous êtes en réveil, 2SA indiquerait un jeu régulier fort. Vous n'avez pas suffisamment de points pour contrer. Dites 2♦ suivi éventuellement de 3♣ |           |   |   |
| ♠ | 5         |   |   |
| ♥ | 10 2      |   |   |
| ♦ | A D 7 5 3 |   |   |
| ♣ | R D 9 4 3 |   |   |

### Développements après un Michaël précisé
- Si le joueur n°3 (le partenaire de l'ouvreur) a passé : le Michaël est forcing à 99%, donc le n°4 doit nommer sa meilleure couleur parmi les deux qui lui sont proposées, même avec 0 points H et une mauvaise couleur. Avec un fit d'au moins 13HLD, il peut faire un saut ou un cuebid. Avec un jeu suffisant et un arrêt adverse, il peut déclarer 3SA. Dans des cas extrêmes où il n'a aucun fit avec le joueur n°2 et une 4e couleur très longue, il peut l'annoncer.

- Si le joueur n°3 a parlé : une annonce du n°4 se fait en sécurité distributionnelle, conformément à la loi de Vernes. Par exemple, avec un fit 10e il déclare une couleur au niveau de 4 quel que soit son nombre de points.

Exemples :
| Main de Sud : \| ♠ \| V 10 5 4 \| \| ♥ \| 3 2 \| \| ♦ \| 3 2 \| \| ♣ \| V 10 6 5 3 \| |            |   |   |
| O                                                                                     | N          | E | S |
| 1♠                                                                                    | 3♣         | - | ? |
| Annoncez 3♦, qui est la couleur la plus économique du bicolore ♦-♥ du partenaire      |            |   |   |
| ♠                                                                                     | V 10 5 4   |   |   |
| ♥                                                                                     | 3 2        |   |   |
| ♦                                                                                     | 3 2        |   |   |
| ♣                                                                                     | V 10 6 5 3 |   |   |

| Main de Sud : \| ♠ \| 5 4 \| \| ♥ \| R D 10 9 2 \| \| ♦ \| 3 2 \| \| ♣ \| V 10 6 5 \|    |            |    |   |
| O                                                                                        | N          | E  | S |
| 1♠                                                                                       | 3♣         | 3♠ | ? |
| La réponse à 4♥ ne fait courir aucun danger en sécurité distributionnelle avec 10 atouts |            |    |   |
| ♠                                                                                        | 5 4        |    |   |
| ♥                                                                                        | R D 10 9 2 |    |   |
| ♦                                                                                        | 3 2        |    |   |
| ♣                                                                                        | V 10 6 5   |    |   |

| Main de Sud : \| ♠ \| R D 5 4 \| \| ♥ \| R D 10 9 \| \| ♦ \| 3 2 \| \| ♣ \| R 10 6 \|        |          |   |   |
| O                                                                                            | N        | E | S |
| 1♦                                                                                           | 2♦       | - | ? |
| Vous hésitez entre 4♥ et 4♠ : faites un cuebid à 3♦ pour laisser le choix à votre partenaire |          |   |   |
| ♠                                                                                            | R D 5 4  |   |   |
| ♥                                                                                            | R D 10 9 |   |   |
| ♦                                                                                            | 3 2      |   |   |
| ♣                                                                                            | R 10 6   |   |   |

| Main de Sud : \| ♠ \| 5 4 \| \| ♥ \| 9 \| \| ♦ \| 4 3 2 \| \| ♣ \| R D V 10 6 5 4 \| |                |   |   |
| O                                                                                    | N              | E | S |
| 1♦                                                                                   | 2♦             | - | ? |
| Ici, vous pouvez imposer la 4e couleur : dites 3♣                                    |                |   |   |
| ♠                                                                                    | 5 4            |   |   |
| ♥                                                                                    | 9              |   |   |
| ♦                                                                                    | 4 3 2          |   |   |
| ♣                                                                                    | R D V 10 6 5 4 |   |   |

### Défense contre le Michaël précisé
Le partenaire (n°3) du joueur n°1 peut :
- soutenir directement son partenaire s'il a un jeu faible, dans la limite de la sécurité distributionnelle, ou bien le soutenir à saut avec un jeu plus fort et 3 atouts,
- cuebidder s'il a un jeu fort. Etant donné que le cue-bid indique 2 couleurs, il y a 2 cuebids possibles :
  - le cuebid le plus économique indique un soutien fort du partenaire (n°1) avec au moins 4 atouts,
  - le cuebid le plus cher indique la 4e couleur.
Ces cuebids sont forcing de manche
- annoncer directement la 4e couleur : cette enchère non forcing garantit 6 cartes dans cette couleur,
- contrer : le X est punitif,
- enchérir à SA avec une signification naturelle.

Exemple : après une ouverture du n°1 à 1♥, le n°2 fait un cuebid à 2♥ indiquant les ♣ et les ♠. Les cuebids possibles du joueur n°3 sont alors :
- 2♠ : le plus économique, indique un soutien fort à ♥,
- 3♣ : le plus cher, indique une couleur longue à ♦.